# Ralytupa vittigera
Ralytupa vittigera är en tvåvingeart som först beskrevs av Loïc Matile 1970.  Ralytupa vittigera ingår i släktet Ralytupa och familjen platthornsmyggor. Inga underarter finns listade i Catalogue of Life.